# Europäische Audiovisuelle Informationsstelle

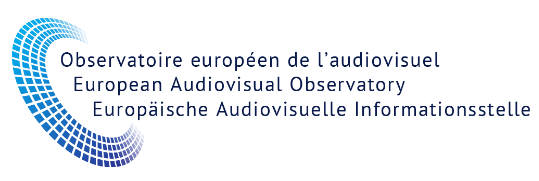
Logo der Europäischen Audiovisuellen Informationsstelle

Die Europäische Audiovisuelle Informationsstelle (französisch Observatoire Europeen de l'Audiovisuel, OBS) beschäftigt sich mit der Erfassung und Verbreitung von Informationen über die europäischen audiovisuellen Medien. Sie ist eine im Dezember 1992 gegründete europäische Einrichtung des öffentlichen Rechts und ist Teil des Europarats. An ihr sind 39 Mitgliedstaaten sowie die Europäische Union vertreten durch die Europäische Kommission beteiligt.

## Statut und Aufgabe
Im Statut ist als Zweck die Förderung des Informationsflusses innerhalb der audiovisuellen Industrie sowie des Überblicks über den Markt sowie dessen Transparenz festgelegt. Dabei soll die Informationsstelle besonderen Wert darauf legen, Verlässlichkeit, Kompatibilität und Vergleichbarkeit der Informationen zu gewährleisten.
Diese Ziele sollen durch Sammlung, Bearbeitung und Erstellung von Informationen und Statistiken über den audiovisuellen Wirtschaftssektor in ihren 39 Mitgliedstaaten (insbesondere Rechts-, Wirtschafts- und programmbezogene Informationen) erreicht werden. Zu diesem Zweck werden verschiedene Datenbanken entwickelt, welche den Nutzergruppen einen einfachen Zugang zu Informationen ermöglichen. Zum Zeitpunkt August 2012 ist der Zugriff auf folgende Datenbanken möglich:
- MAVISE – Datenbank über Fernsehunternehmen und Sender in der Europäischen Union
- LUMIERE – Datenbank über Filmbesucherzahlen in Europa
- IRIS Merlin – Datenbank für juristische Informationen von Relevanz für den audiovisuellen Sektor in Europa
- KORDA – Datenbank über die öffentliche Förderung von Filmen und audiovisuellen Produktionen in Europa
- PERSKY (Memento vom 18. April 2003 im Internet Archive) – Verzeichnis der Fernsehsender in Europa

## Zielgruppen
Zur Zielgruppe der Europäischen Audiovisuellen Informationsstelle gehören Fachleute im audiovisuellen Sektor: Produzenten, Verleiher, Kinobetreiber, Rundfunkveranstalter und Anbieter anderer Mediendienste, Mitarbeiter internationaler Organisationen im audiovisuellen Bereich, Entscheidungsträger innerhalb der verschiedenen Medienbehörden, nationale und europäische Gesetzgeber, Journalisten, Wissenschaftler, Juristen, Investoren und Berater.

## Struktur
Der Geschäftsführende Direktor der Europäischen Audiovisuellen Informationsstelle leitet ein multikulturelles Team aus mehreren Ländern Europas. Organisatorisch ist die Informationsstelle in zwei Abteilungen unterteilt, zum einen die Abteilung für Informationen über Märkte und Finanzierungen, zum anderen die Abteilung für juristische Informationen.
Die Organe der Informationsstelle sind: der Exekutivrat und der Beratende Ausschuss, daneben gibt es einen Finanzausschuss, der sich aus den Vertretern im Ministerkomitee der Mitgliedstaaten des Europarates, die gleichzeitig Mitglieder der Informationsstelle sind, sowie aus den Vertretern der anderen Mitglieder der Informationsstelle zusammensetzt.

## Sitz

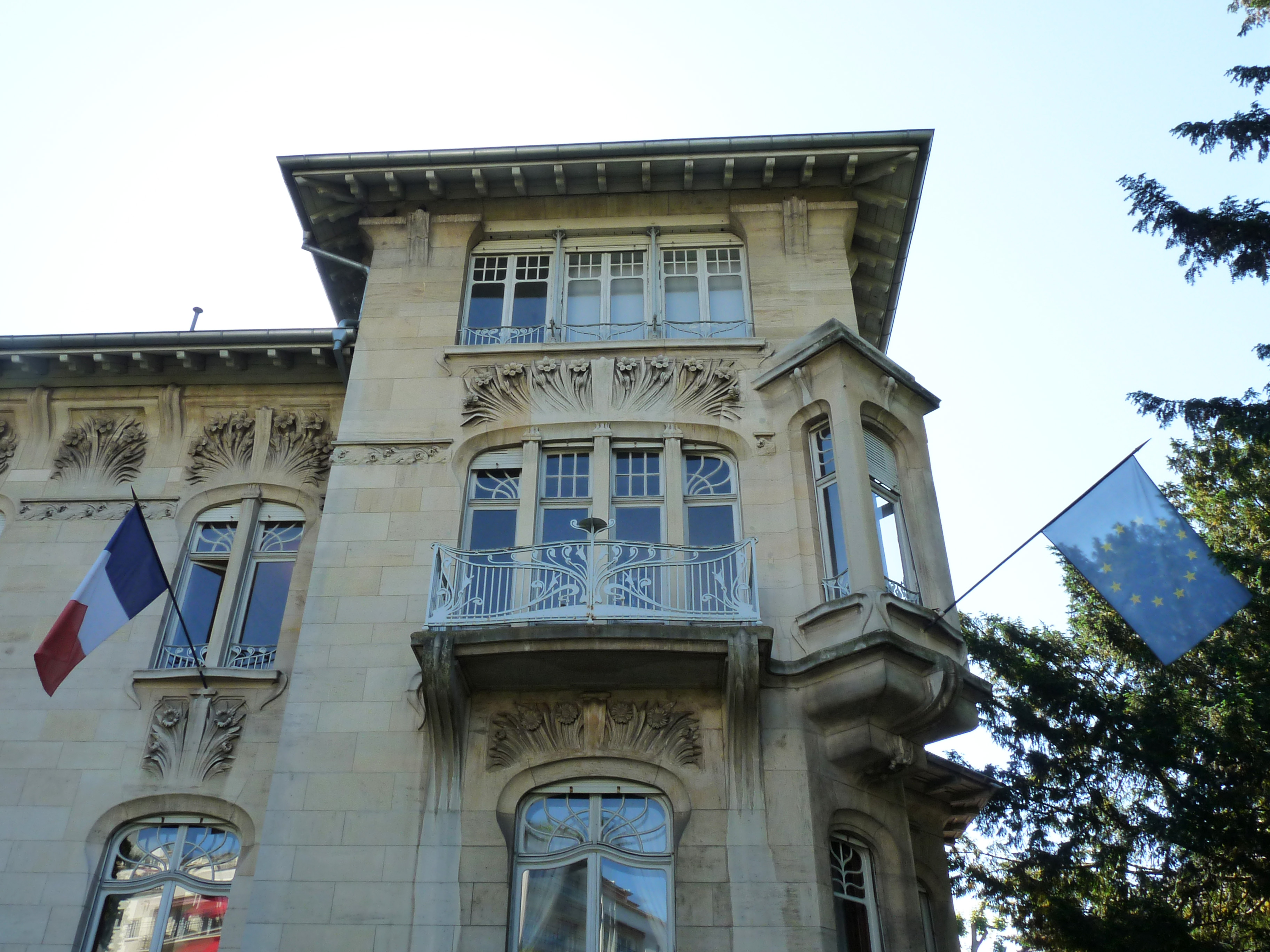
Villa Schützenberger

Die Europäische Audiovisuelle Informationsstelle hat ihren Sitz in Straßburg. Sie ist seit 1992 in der 1897–1900 von den Architekten Julius Berninger und Gustave Krafft errichteten hochherrschaftlichen ehemaligen Villa Schützenberger untergebracht, einem seit 1975 denkmalgeschützten Jugendstilgebäude mit Garten.